# Barting Over
Barting Over, titulado Bartir de cero en España y Emancipación en Hispanoamérica, es un capítulo perteneciente a la decimocuarta temporada de la serie animada Los Simpson, emitido por primera vez en Estados Unidos el 16 de febrero de 2003. Fue escrito por Andrew Kreisberg, dirigido por Matthew Nastuk y las estrellas invitadas fueron Blink 182 y Tony Hawk como sí mismos. En el episodio, Bart se emancipa de sus padres y va a vivir solo.

## Sinopsis
El episodio comienza cuando Lisa despierta de un sueño en el que asistía al Kennedy Center Honors, para encontrarse con que Marge quiere que todos la ayuden con la limpieza de primavera. Mientras arreglan el garaje, Lisa y Bart encuentran algunos videocasetes viejos, y en uno de ellos se lee “Bart sad” (Bart el triste). Los niños colocan el casete en el VCR y observan un comercial de un enjuague bucal en el que aparece Bart de bebé, al ver el video lisa se da cuenta de que no es "Bart sad" sino "Bart's ad" (traducido: anuncio de Bart). Bart se siente conmocionado y humillado.
Cuando confronta a sus padres, Marge le asegura que Homer había invertido las ganancias en un fondo universitario. Pero muy pronto se descubre que Homer había gastado todo el dinero. Bart muy enojado empieza a estrangular a su padre con su propio cinturón gritándole que es injusto que Homer le falte al respeto y él no pueda hacer nada. Bart le cuenta a Milhouse acerca del comercial – y su deseo de vengarse de Homer. Milhouse le sugiere que contacte a un abogado. Más tarde, Bart paga una visita al abogado del Señor Burns y anuncia su intención de divorciarse de sus padres. 
El abogado de Burns lleva a Homer los papeles de la emancipación de Bart. El asunto termina en la corte, donde Homer pierde repetidas veces el temperamento, demostrando su ira explosiva. Luego de atestiguar los arrebatos de Homer, la jueza Harm falla a favor de Bart, y otorga al niño la mitad del sueldo de Homer. Cuando Bart vuelve a casa, empaca su maleta. Una emocionada y triste Marge prepara una ración de una semana de comidas para su hijo y lo sofoca en besos. 
Mientras Bart se aleja en un taxi, Homer corre tras él, insistiendo en que regresará de rodillas, posteriormente cae al piso y comienza a sollozar. Bart consigue un departamento en el centro de Springfield. Debido a su inexperiencia, el niño se siente angustiado en su nueva residencia y huye en el ascensor, que lo lleva pisos arriba, donde Bart encuentra a Tony Hawk y Blink 182 relajándose y divirtiéndose en otro departamento. 
Tony entabla conversación con Bart, por lo que éste declara que es la mejor noche de su vida y si su papá viera como está ahora se pondría furioso. Tony Hawk apunta que una webcam cercana está grabando la fiesta. Y resulta ser que Homer, que está navegando en Internet, escucha las palabras de Bart. 
Como la jueza había fijado derechos de visita, Marge dice que Bart podría volver si demuestran que pueden tratarlo mejor, entonces los Simpson acuden al centro de Springfield a visitar al niño y su departamento. Cuando Lisa felicita a Bart por sus muebles, Homer en un principio parece calmado, pero no aguanta la rabia y pierde el control cuando se da cuenta de que él había pagado por todo y comienza a estrangular a Bart, a lo que Marge se disgusta.
Más tarde, en la cena, Bart le dice a Homer y a Marge que se iría por seis meses para unirse al Skewed Tour, un festival itinerante de música y deportes extremos. Homer le suplica a Bart que cambie de idea, pero Bart le explica que él ya está subarrendando el departamento. 
Mientras la competencia de skateboarding se pone en marcha, Homer se acerca a Tony Hawk y le pregunta si desearía perder la competencia a su favor para así poder ser de nuevo un héroe para su hijo. Hawk le da a Homer una tabla de skateboarding de alta tecnología que provoca la ilusión de que quien la maneja tiene talento. 
Mientras el par de hombres ejecutan loops a media pista, las tablas de Homer y Hawk luchan en la pista. Homer gana la competencia, por lo que espera que Bart regrese. Pero Bart le dice a Homer que su enojo nunca había sido porque Homer fuera “buena onda”, sino porque Homer no se preocupaba por de los sentimientos de Bart.
Con un poco de ayuda de Tony Hawk, Homer hace una emocionante vuelta y le pide a Bart la oportunidad de hacer las cosas bien. Bart acepta la disculpa y regresa a casa. Lindsay Naegle, después de ver las maniobras de Homer en la patineta, le pide que haga un comercial para un ungüento, Homer acepta, desconociendo que se trataba de un ungüento para hombres calvos e impotentes. Bart le dice que no tiene de que preocuparse ya que es un comercial y nadie lo recordará en cincuenta años.
Al final vemos, en un vistazo al futuro cincuenta años después la tumba de Homer, también conocida como "el vocero del impotente" y a un anciano Nelson burlándose.

## Producción
En realidad este es el episodio 302, el episodio 300 es "Strong Arms of The Ma". Los episodios 100 y 200 fueron referidos correctamente, pero al parecer este episodio fue numerado como 300 excluyendo en la cuenta el episodio piloto y el especial original, y fue anunciado al aire como el episodio 300 por la cadena FOX, tanto en Estados Unidos como en Hispanoamérica.
Sin embargo FOX da luces en el capítulo de que estaban al tanto de que era efectivamente el capítulo 302, ya que durante el episodio, cuando Homer va a patinar, Marge le pregunta a Lisa "¿Cuántas idioteces ha hecho tu padre?", a lo que contesta "son 300 veces" (alusión a que Homer ha hecho una idiotez en cada capítulo) Marge dice: "podría jurar que son 302" (aludiendo a que con los dos capítulos no contados, son 302).